# (1702) Kalahari
(1702) Kalahari est un astéroïde de la ceinture principale.

## Description
(1702) Kalahari est un astéroïde de la ceinture principale. Il fut découvert le 7 juillet 1924 à Johannesbourg par Ejnar Hertzsprung. Il présente une orbite caractérisée par un demi-grand axe de 2,86 UA, une excentricité de 0,14 et une inclinaison de 10,0° par rapport à l'écliptique.

## Compléments